# Cartojani, Giurgiu
Cartojani (în trecut, și Cârtojani) este un sat în comuna Roata de Jos din județul Giurgiu, Muntenia, România.
Satul este atestat pentru prima dată în prima jumătate a secolului al XVI-lea în data de 7 iulie 1536 într-un act de recunoaștere a domnitorului Radu Paisie (cunoscut și sub numele Petru de la Argeș) către vornicul Radomir și ai fiilor acestuia printre care și Drăghici asupra dreptului de stăpânire a ocinelor (Bucată de pământ stăpânită cu drept ereditar) Pietrosul, Mereni, Cârtojani, Birzești precum și țigani. Actul de recunoaștere este publicat într-o colecție de documente numite DOCUMENTA ROMANIAE HISTORICA vol. IV, pag. 28.

 Acest articol despre o localitate din județul Giurgiu este deocamdată un ciot. Puteți ajuta Wikipedia prin completarea lui.